# Magas-Tauern Nemzeti Park

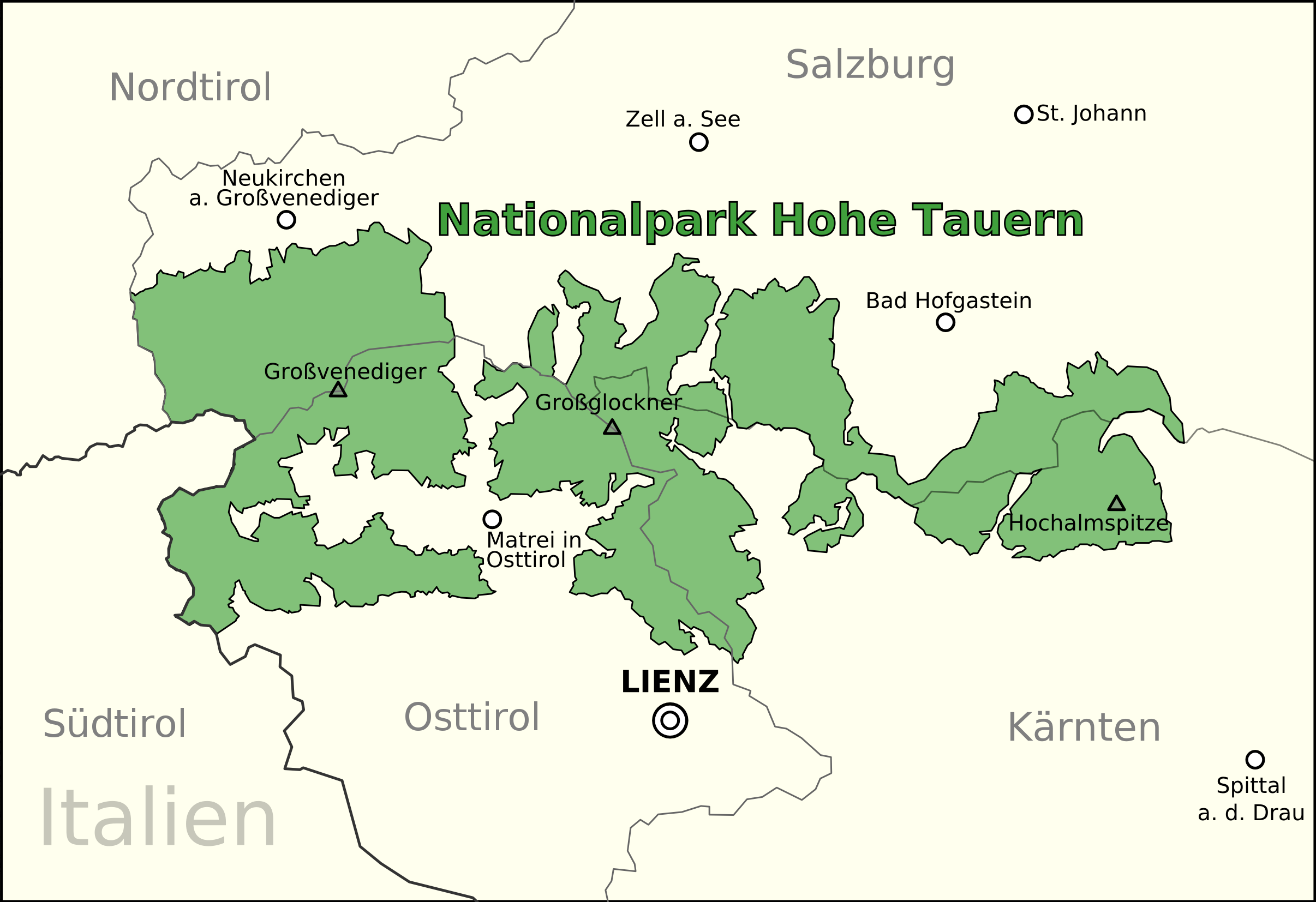
A nemzeti park térképe

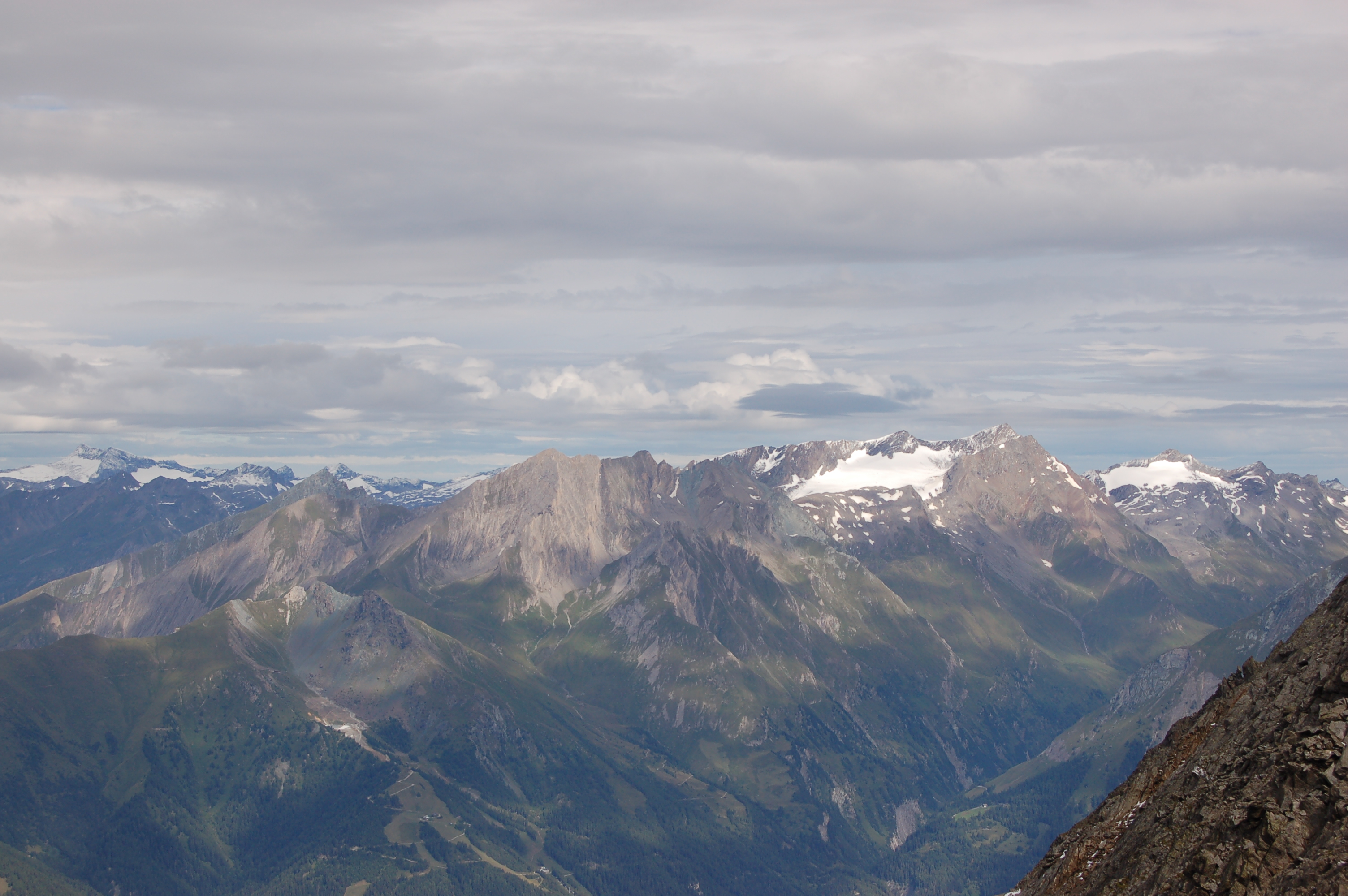
A Granatspitzgruppe madártávlatból

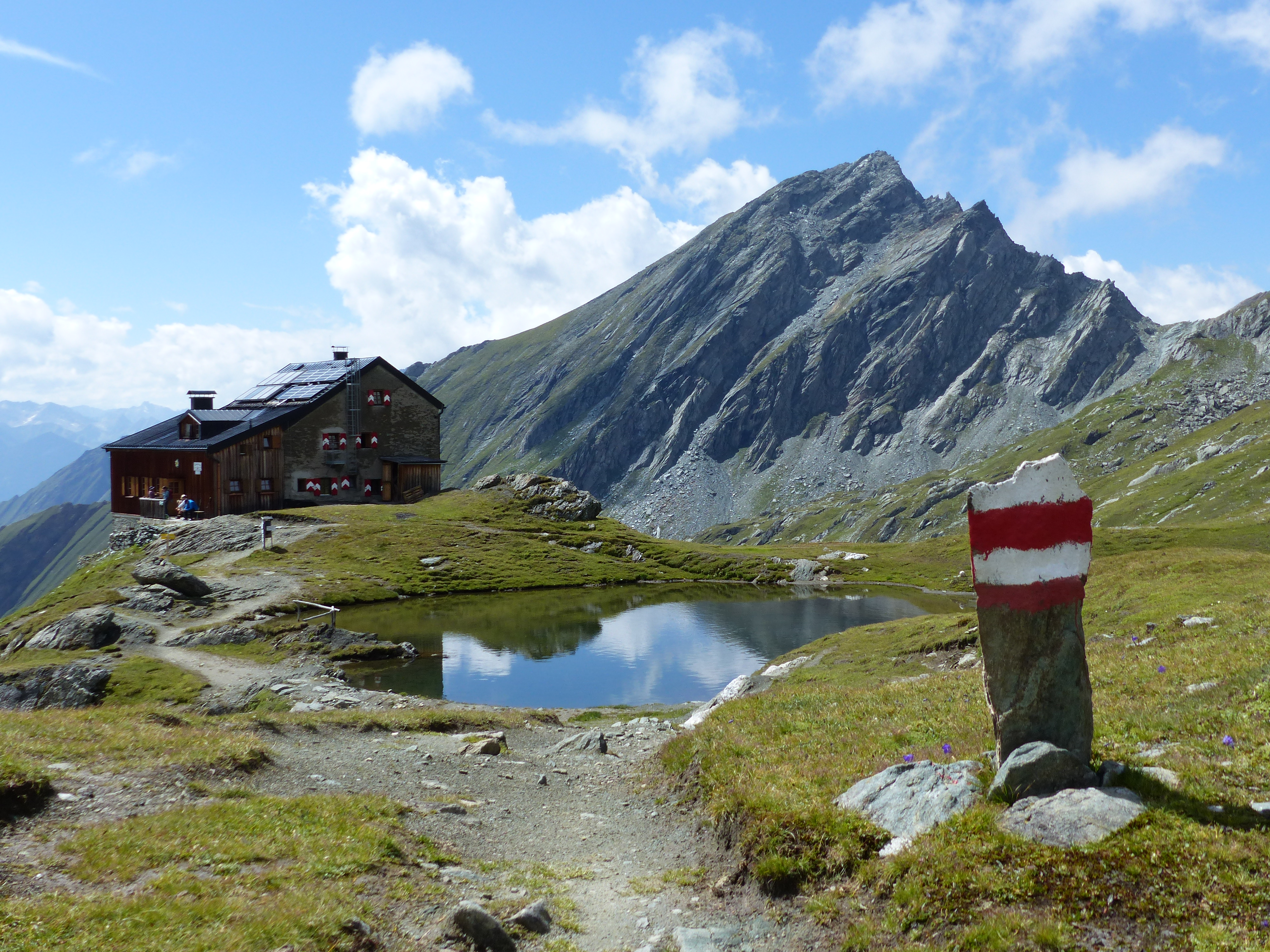
A Szudétanémet menedékház a Nussingkogel lábánál

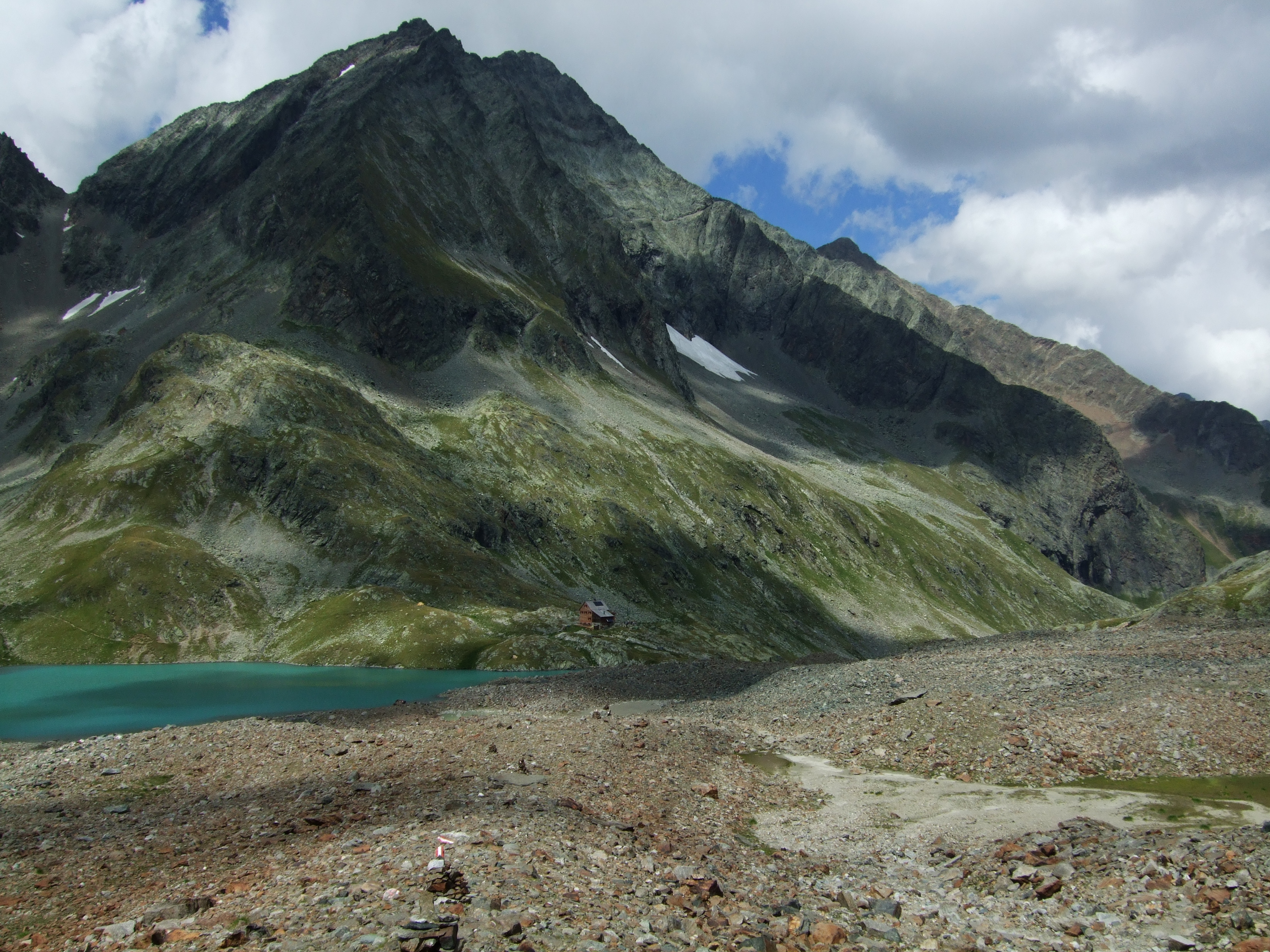
Az Adolf Noßberger menedékház a Hornkopf lábánál

Az 1856 km²-es Magas-Tauern Nemzeti Park Közép-Európa legnagyobb, Európa második legnagyobb nemzeti parkja.

## Földrajzi helyzete
Három osztrák tartomány: Salzburg, Tirol és Karintia határvidékén terül el.

## Története
1981-ben alapították; a nemzetközi elismerést 2008-ban kapta meg.

## Hegy- és vízrajza
Legnagyobb része a névadó Magas-Tauern magashegység. A fiatal lánchegységben a hegyoldalak meredekek, a mélyen bevágódó, V alakú völgyek zuhatagosak, sok vízeséssel. Közülük a legnagyobb a látványos Krimmler-vízesés, ami osztrák adatok szerint a világ ötödik legmagasabb vízesése.
A legmagasabb csúcsok:
- Großglockner (3798 m) — Ausztria legmagasabb hegycsúcsa,
- Großvenediger (3679 m),
- Sonnblick (3105 m)

környéke eljegesedett. A jégsapkákból gleccserek indulnak; a Dél-Alpok leghosszabb gleccsere, a Pasterze (10 km hosszú, területe 19,5 km²) a Grossglocknerről.

## Állat-és növényvilága
Növényzete hegyvidéki, övezetes, a legmagasabb részeken kopár. Jellemző növénytársulásai az alpesi rétek.
Faunája is jellegzetesen magashegyi és meglehetősen gazdag; mintegy 10 000 leírt fajjal. A legnevezetesebbek:
- alpesi zerge (Rupicapra rupicapra rupicapra)
- havasi mormota (Marmota marmota)
- alpesi kőszáli kecske (Capra ibex)
- eurázsiai szirti sas (kőszáli sas, Aquila chrysaetos chrysaetos)
- szakállas saskeselyű (Gypaetus barbatus)
- havasi nyúl (Lepus timidus varronis)
- alpesi hófajd (Lagopus mutus)
- havasi pityer (Anthus spinoletta)
- havasi pinty (Montifringilla nivalis)
- Bonelli-füzike (Phylloscopus bonelli))

## Gazdasága
A park belsejében a természet érintetlen; a peremvidékeken alpesi gazdaságok működnek.

## Közlekedése
Európa legmagasabban vezető műútja, a Grossglockner-Hochalpenstrasse 2505 m magasra kapaszkodik fel, és ott egy 2,3 km hosszú alagútba fut be.

## Látogatása, érdekességei
A Magas-Tauernt tekintik a hegymászás bölcsőjének, mert a 3251 m magas Ankogel volt az első olyan, hóval borított alpesi hegycsúcs, amit egyfajta sportteljesítményként (pusztán a dicsőség kedvéért) megmásztak (1761-ben). Ma is kiváló mászóhelyeket találhat itt, aki azt szereti.
A fejlett idegenforgalmi infrastruktúra részeként rengeteg, többféle típusú túraútvonalat jelöltek ki. Van köztük 60 ismeretterjesztő típusú, úgynevezett témaútvonal is, így például:
- a vadak megfigyelését,
- a gleccserek keletkezését,
- az alpesi gazdaságok mindennapjait és
- a régi korok kereskedelmi útvonalait

bemutató is.
A túraútvonalak összhossza 4300 km, ebből a 25-féle vezetett tematikus túráé (vezetés július elejétől szeptember végéig vasárnap kivételével minden nap) 1200 km. Közlekedni, gyalogolni csak a kijelölt gyalogútvonalakon szabad.
A park élő és élettelen természeti értékeit mutatja be Mittersillben a 2006-ban megnyílt Mittersilli Nemzeti Park Centrum kiállítása. A Grossglockner-Hochalpenstrasse mellett, 2260 m magasan berendezett, ingyen megtekinthető Alpine Naturschau Museum a helyi növény- és állatvilágot, a térség ökológiáját mutatja be.
A 8 síterepen nemcsak a lesiklók és hódeszkások hódolhatnak kedvtelésüknek, de a sífutók és a szánkózók is. A kevésbé hagyományos szórakozások kedvelői túrázhatnak hótalpakon vagy lovas szánon, építhetnek jégkunyhót stb.
A hegység peremén számos üdülőhelyet építettek ki. A legismertebbek:
- Badgastein,
- Kaprun,
- Zell am See és
- Lienz, Kelet-Tirol fővárosa

A regény bevezetője szerint a Grossglockner lábánál írta 1933-ban Erich Kästner: A repülő osztály című ifjúsági regényét.